# バンジャマン・メンディ
バンジャマン・メンディ（Benjamin Mendy, 1994年7月17日 - ）は、フランス・ロンジュモー出身のサッカー選手。FCチューリッヒ所属。元フランス代表。ポジションはDF。

## クラブ経歴

### ル・アーヴル
2007年からル・アーヴルACのユースチームに所属し、2011年7月24日にクラブとプロ契約を締結した。8月9日、クープ・ドゥ・ラ・リーグのアミアンSC戦でプロデビューを果たした。

### マルセイユ
2013年7月8日、オリンピック・マルセイユに移籍した。前シーズンにマルセイユをリーグ2位に導き、UEFAチャンピオンズリーグ出場権獲得を果たしたエリ・ボー監督によって獲得された。8月11日、EAギャンガン戦でマルセイユでのリーグ戦デビューを果たし、9月24日のASサンテティエンヌ戦で移籍後初得点を記録した。10月1日、ボルシア・ドルトムント戦で欧州カップ戦初出場を果たした。マルセイユは、チャンピオンズリーグのグループリーグで全敗し、ボー監督は解任され、ホセ・アニゴ監督が就任した。アニゴ監督は、メンディの起用を控え、シーズン最後の14試合の内1試合のみ先発出場した。
2014年4月20日、リール戦での先発出場は、元フランス代表のエリック・ディ・メコから批判を受けた。シーズン終了後、2014年のゴールデンボーイ賞の候補者40人に選ばれた。2014-15シーズンは、マルセロ・ビエルサ監督の下で成長し、ビエルサは昨シーズン失った力強さとアグレッシブさを取り戻させたとメンディは主張した。このシーズンはリーグ戦33試合に出場し、6アシストを記録し、UEFAヨーロッパリーグ出場権獲得に貢献した。
2015年9月23日、トゥールーズFC戦でジャン＝ダニエル・アクパ＝アクプロへのファールでレッドカードを提示され退場処分を受けた。これにより2試合の出場停止処分を受けた。その後、2016年1月3日のクープ・ドゥ・フランス、SMカーン戦でハムストリングを負傷し、13試合を欠場した。マルセイユでは、3シーズンで5人の監督の下でプレーし、101試合に出場して14アシストを記録した。

### モナコ

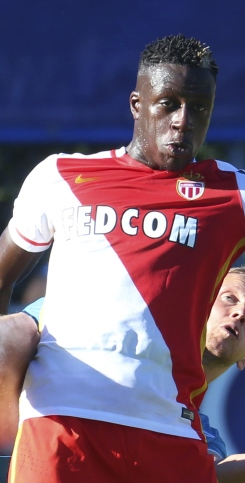
2016年、ASモナコでプレーするメンディ

2016年6月22日、ASモナコに移籍し5年契約を締結することが発表された。7月27日、UEFAチャンピオンズリーグ予選3回戦のフェネルバフチェSK戦1stレグで移籍後初出場を果たした。12月18日、オリンピック・リヨン戦でコランタン・トリッソの背中を蹴り退場処分を受けた。これは、チャンピオンズリーグ・プレーオフのビジャレアルCF戦での退場処分以来、シーズン2度目の退場処分であった。これにより、5試合の出場停止処分を受けたが、その後に4試合へ軽減されたため、2017年1月22日、FCロリアン戦で復帰した。
2月4日、OGCニース戦で、ヴァレール・ジェルマンとラダメル・ファルカオのゴールをクロスボールでアシストした。3月1日、クープ・ドゥ・フランスでの古巣マルセイユ戦でモナコでの初ゴールを挙げた。この試合では2アシストも記録した。UEFAチャンピオンズリーグでは、準決勝でユヴェントスに敗れるまでに4アシストを記録した。リーグ・アンを制したチームで重要な役割を果たし、レオナルド・ジャルディム監督の下でリーグ戦24試合に先発出場した。ASモナコはリーグトップの107得点を記録し、その中でメンディは同じサイドバックのジブリル・シディベと共に攻撃的なプレーで注目された。
5月16日、トロフェ・UNFP・デュ・フットボールの年間最優秀チームにチームメイト5名と共に選出された。翌5月17日、ASサンテティエンヌ戦でASモナコの17年ぶりのリーグ優勝を決定し、メンディにとってASモナコでの最後の試合となった。シーズン後、ベルナルド・シウバ、ティエムエ・バカヨコ、キリアン・エムバペらと共にASモナコを退団した一人となった。

### マンチェスター・シティ
2017年7月23日、マンチェスター・シティFCと5年契約を結ぶことが発表された。移籍金は5200万ポンドと報じられ、10日前に移籍したカイル・ウォーカーの移籍金を上回り、ディフェンダーとしての史上最高額となった。背番号は同郷の先輩であるガエル・クリシーが着用していた22番。9月23日、クリスタル・パレスFC戦で右膝を負傷した。その後、膝の前十字靭帯の断裂が確認され、9月29日にバルセロナで手術を受けた。
2018年4月22日、スウォンジー戦で、ファビアン・デルフとの交代で途中出場して復帰を果たした。これによって、プレミアリーグの優勝メダル獲得に必要な5試合出場を果たした。2018-19シーズンの初め12試合のうち10試合に先発出場し、5アシストを記録した。11月11日のマンチェスター・ユナイテッドとのダービーマッチで左膝を負傷し、11月14日に左膝の軟骨の問題で再びバルセロナで手術を受けたことが発表された。

### ロリアン
2023年7月19日、FCロリアンに2年契約で移籍した。

### チューリッヒ
2025年2月11日、FCチューリッヒに移籍した。

## 代表経歴
フランス代表として各世代の代表を経験し、2011年にUEFA U-17欧州選手権、2011 FIFA U-17ワールドカップにも出場した。2017年3月、ルクセンブルクとスペイン戦に向けた代表戦でフランスA代表に初招集された。2018 FIFAワールドカップに臨むフランス代表のメンバーに選出され、出番はグループリーグ第3戦デンマーク代表戦の後半、途中出場したのみだったが、チームは優勝した。

## 人物
遅刻癖とSNSへの依存が問題視されており監督のジョゼップ・グアルディオラに窘められている他、2019年4月に負傷中の身でありながら夜遊びをしていた件で咎められている。
2021年8月26日、4件の強姦と1件の性的暴行で起訴され、調査終了まで出場停止となった。8月30日にはチェスター判事裁判所に出廷し、リヴァプールにあるVP（Vulnerable Prisoners）棟に移送された。彼はこれを有名人のための"VIP棟"と聞き間違え、到着した際にはひどく落胆していたと報じられている。
11月には新たに2件の強姦容疑で起訴、複数回の保釈申請はいずれも裁判官によって却下され、勾留が続いていたが、2022年1月7日に保釈されたと報じられた。
裁判は当初2022年1月24日に行われる予定だったものの、延期が決定した。9月13日、19歳の女性に対する強姦について無罪となった。2023年1月13日、強姦6件と性的暴行1件について無罪判決を言い渡された。

## 個人成績
2021年8月26日時点
| クラブ                 | シーズン | リーグ         | リーグ戦 | リーグ戦 | カップ戦 | カップ戦 | リーグ杯 | リーグ杯 | 国際大会 | 国際大会 | その他 | その他 | 合計 | 合計 |
| クラブ                 | シーズン | リーグ         | 出場     | 得点     | 出場     | 得点     | 出場     | 得点     | 出場     | 得点     | 出場   | 得点   | 出場 | 得点 |
| ---------------------- | -------- | -------------- | -------- | -------- | -------- | -------- | -------- | -------- | -------- | -------- | ------ | ------ | ---- | ---- |
| ル・アーヴル           | 2011-12  | リーグ・ドゥ   | 29       | 0        | 2        | 0        | 1        | 0        | -        | -        | 0      | 0      | 32   | 0    |
| ル・アーヴル           | 2012-13  | リーグ・ドゥ   | 28       | 0        | 3        | 0        | 1        | 0        | -        | -        | 0      | 0      | 32   | 0    |
| ル・アーヴル           | 通算     | 通算           | 57       | 0        | 5        | 0        | 2        | 0        | -        | -        | 0      | 0      | 64   | 0    |
| マルセイユ             | 2013-14  | リーグ・アン   | 24       | 1        | 2        | 0        | 2        | 1        | 2        | 0        | 0      | 0      | 30   | 2    |
| マルセイユ             | 2014-15  | リーグ・アン   | 33       | 0        | 1        | 0        | 1        | 0        | -        | -        | 0      | 0      | 35   | 0    |
| マルセイユ             | 2015-16  | リーグ・アン   | 24       | 1        | 4        | 0        | 1        | 0        | 7        | 0        | 0      | 0      | 36   | 1    |
| マルセイユ             | 通算     | 通算           | 81       | 2        | 7        | 0        | 4        | 1        | 9        | 0        | 0      | 0      | 101  | 3    |
| モナコ                 | 2016-17  | リーグ・アン   | 25       | 0        | 2        | 1        | 2        | 0        | 10       | 0        | 0      | 0      | 39   | 1    |
| モナコ                 | 通算     | 通算           | 25       | 0        | 2        | 1        | 2        | 0        | 10       | 0        | 0      | 0      | 39   | 1    |
| マンチェスター・シティ | 2017-18  | プレミアリーグ | 7        | 0        | 0        | 0        | 0        | 0        | 1        | 0        | 0      | 0      | 8    | 0    |
| マンチェスター・シティ | 2018-19  | プレミアリーグ | 10       | 0        | 1        | 0        | 1        | 0        | 2        | 0        | 1      | 0      | 15   | 0    |
| マンチェスター・シティ | 2019-20  | プレミアリーグ | 19       | 0        | 3        | 0        | 2        | 0        | 6        | 0        | 0      | 0      | 30   | 0    |
| マンチェスター・シティ | 2020-21  | プレミアリーグ | 13       | 2        | 4        | 0        | 2        | 0        | 1        | 0        | 0      | 0      | 20   | 2    |
| マンチェスター・シティ | 2021-22  | プレミアリーグ | 1        | 0        | 0        | 0        | 0        | 0        | 0        | 0        | 0      | 0      | 1    | 0    |
| マンチェスター・シティ | 通算     | 通算           | 50       | 2        | 8        | 0        | 5        | 0        | 10       | 0        | 1      | 0      | 74   | 2    |
| 総通算                 | 総通算   | 総通算         | 213      | 4        | 22       | 1        | 13       | 1        | 29       | 0        | 1      | 0      | 278  | 6    |

| クラブ        | シーズン | リーグ | リーグ戦 | リーグ戦 | 合計 | 合計 |
| クラブ        | シーズン | リーグ | 出場     | 得点     | 出場 | 得点 |
| ------------- | -------- | ------ | -------- | -------- | ---- | ---- |
| ル・アーヴルⅡ | 2010-11  | CFA    | 10       | 0        | 10   | 0    |
| ル・アーヴルⅡ | 2011-12  | CFA    | 2        | 0        | 2    | 0    |
| ル・アーヴルⅡ | 通算     | 通算   | 12       | 0        | 12   | 0    |
| マルセイユⅡ   | 2013-14  | CFA2   | 2        | 0        | 2    | 0    |
| マルセイユⅡ   | 通算     | 通算   | 2        | 0        | 2    | 0    |
| 総通算        | 総通算   | 総通算 | 14       | 0        | 14   | 0    |

## 代表歴

### 出場大会
- U-17フランス代表
  - 2011年 - UEFA U-17欧州選手権（グループリーグ敗退）
  - 2011年 - FIFA U-17ワールドカップ（ベスト8）
- U-19フランス代表
  - 2013年 - UEFA U-19欧州選手権（準優勝）
- フランス代表
  - 2018年 - 2018 FIFAワールドカップ（優勝）
  - 2018年 - UEFAネーションズリーグ2018-19（グループリーグ敗退）

### 試合数
- 国際Aマッチ 10試合 1得点（2017年-2019年）[43]

| フランス代表 | 国際Aマッチ | 国際Aマッチ |
| 年           | 出場        | 得点        |
| ------------ | ----------- | ----------- |
| 2017         | 2           | 0           |
| 2018         | 5           | 0           |
| 2019         | 3           | 1           |
| 通算         | 10          | 1           |

## タイトル

### クラブ
モナコ
- リーグ・アン：1回（2016-17）

マンチェスター・シティ
- プレミアリーグ：2回（2017-18, 2018-19）
- EFLカップ：3回（2017-18, 2018-19, 2019-20）
- FAコミュニティ・シールド：2回（2018, 2019）
- FAカップ：1回（2018-19）

### 代表
- FIFAワールドカップ（2018）

### 個人
- リーグ・アン・ベストイレブン：1回（2016-17）